# 알베리코 에바니
알베리코 에바니(이탈리아어: Alberico Evani, 1963년 1월 1일, 이탈리아 마사 ~ )는 이탈리아의 은퇴한 축구 선수이자, 포지션은 중앙 미드필더였다.

## 경력
- 1988년 하계 올림픽 국가대표
- 1994년 FIFA 월드컵 국가대표

## 수상
AC 밀란
- 세리에 A : 1987-88, 1991-92, 1992-93
- 세리에 A 준우승 : 1989-90, 1990-91
- 세리에 B : 1980-81, 1982-83
- 코파 이탈리아 준우승 : 1989-90
- 수페르코파 이탈리아나 : 1988, 1992, 1993
- UEFA 챔피언스리그 : 1988-89, 1989-90
- UEFA 챔피언스리그 준우승 : 1992-93
- UEFA 슈퍼컵 : 1989, 1990
- UEFA 슈퍼컵 준우승 : 1993
- 인터콘티넨털컵 : 1989, 1990
- 인터콘티넨털컵 : 1993

 이탈리아
- 1994년 FIFA 월드컵 준우승